# Narraga zebraria
Narraga zebraria là một loài bướm đêm trong họ Geometridae.